# Dendrochilum cordatum
Dendrochilum cordatum är en orkidéart som beskrevs av Henrik Aerenlund Pedersen. Dendrochilum cordatum ingår i släktet Dendrochilum och familjen orkidéer. Inga underarter finns listade i Catalogue of Life.